# مانت دورا (فلوریدا)
مانت دورا (به انگلیسی: Mount Dora) شهری در شهرستان لیک ایالت فلوریدا است که در سال ۱۹۱۰ بنیان‌گذاری شده‌است. این شهر طبق سرشماری سال ۲۰۱۰ میلادی، ۱۲٬۳۷۰ نفر جمعیت داشته و مساحت آن نیز ۱۴٫۹ کیلومتر مربع است.